# ORF-Zentrum Küniglberg

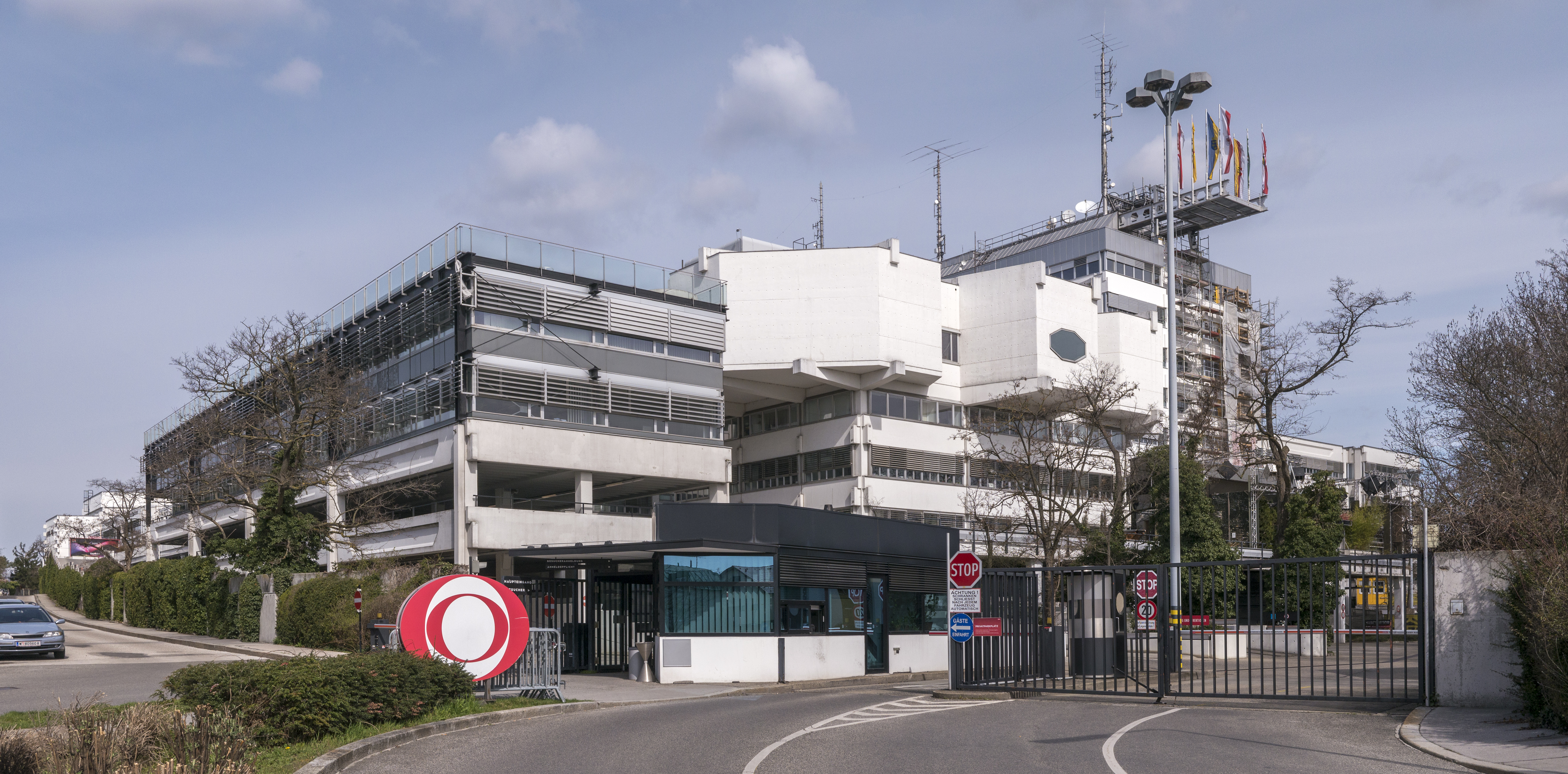
ORF-Zentrum

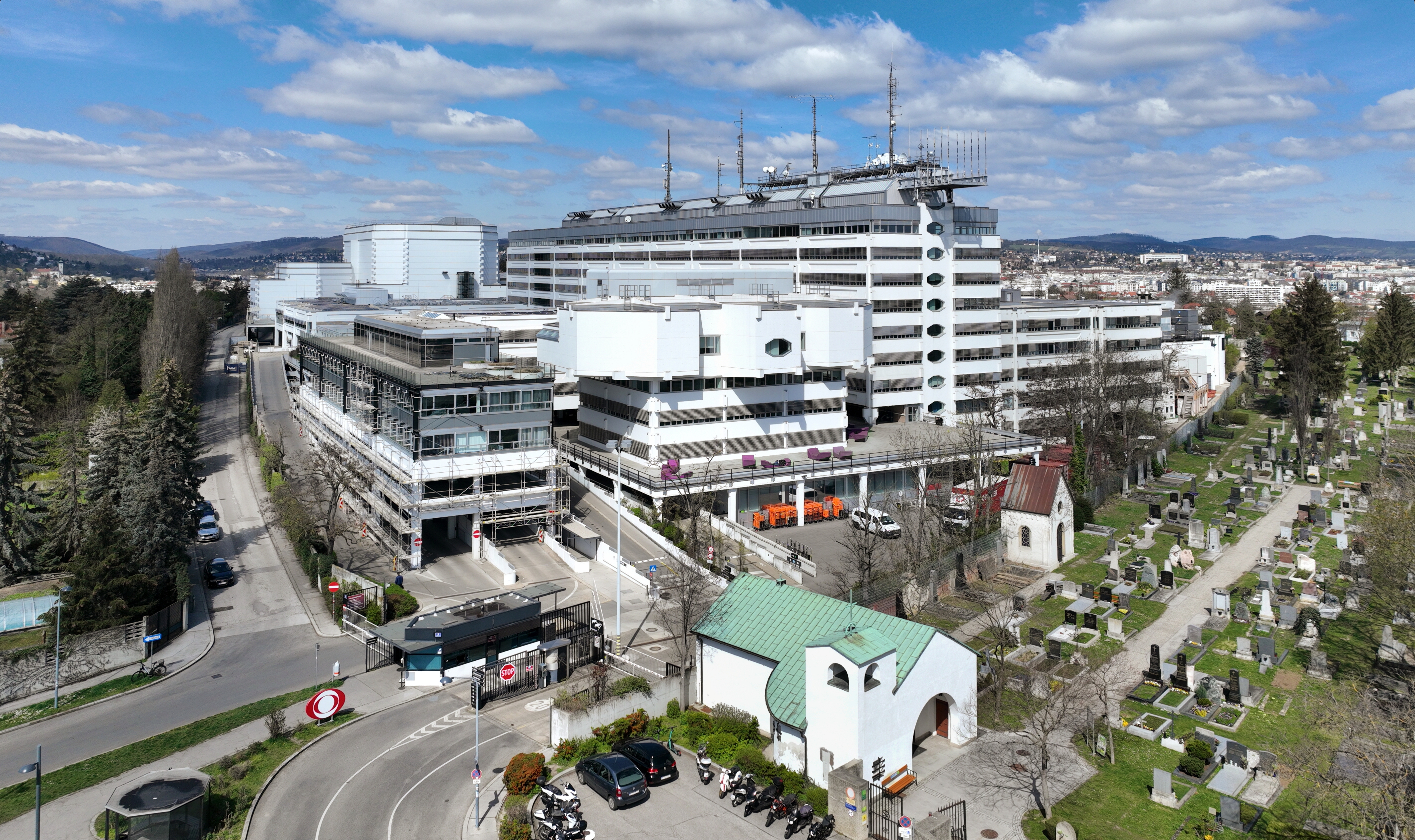
Gesamtansicht des ORF-Zentrums

Das ORF-Zentrum Küniglberg ist der Hauptsitz des öffentlich-rechtlichen Österreichischen Rundfunks (ORF). Der Gebäudekomplex befindet sich im 13. Wiener Gemeindebezirk Hietzing, auf dem Küniglberg etwa 1,5 Kilometer südwestlich von Schloss Schönbrunn.

## Geschichte
1938 wurde auf dem Gelände die Flak-Kaserne Küniglberg errichtet, die erst 1969 abgebaut wurde. In den Jahren nach 1945 wurde ein Lager für ausgebombte Familien eingerichtet. Mit der Besatzung Wiens übernahm die Britische Verwaltung die Kaserne und errichtete auch ein Flugfeld (1951–55). In der Nachkriegszeit diente die Kaserne verschiedenen Betrieben als Magazin und Produktionsstätte. 1967 wurde der Küniglberg als Standort für eine neue Unternehmenszentrale des ORF wegen seiner verkehrstechnischen Ideallage im Einzugsbereich von West- und Südautobahn, vor allem aber aufgrund seiner hervorragenden Eignung für Richtfunkeinsätze ausgewählt. 1967 wurde Roland Rainer, der bereits Erfahrung mit Großbauten hatte und als Juryvorsitzender bei dem Architektenwettbewerb über die ORF-Landesstudios tätig war, der Auftrag zum Entwurf eines ORF-Fernsehzentrums erteilt. Als 1968 mit den Arbeiten am ORF-Zentrum begonnen wurde, waren noch die Ruinen der Flak-Kaserne vorhanden. Von 1972 bis 1975 wurde der Komplex schrittweise in Betrieb genommen. Während der Bauarbeiten kam im April 1973 bei einem Deckeneinsturz ein Bauarbeiter ums Leben. 2007 wurde das Gebäude unter Denkmalschutz gestellt.
2022 wurde vom Wiener Kulturausschuss die Benennung eines Teiles der Würzburggasse im Bereich Fonovitsplatz vor dem Haupteingang des ORF-Zentrums als Hugo-Portisch-Gasse beschlossen.

## Die Anlage

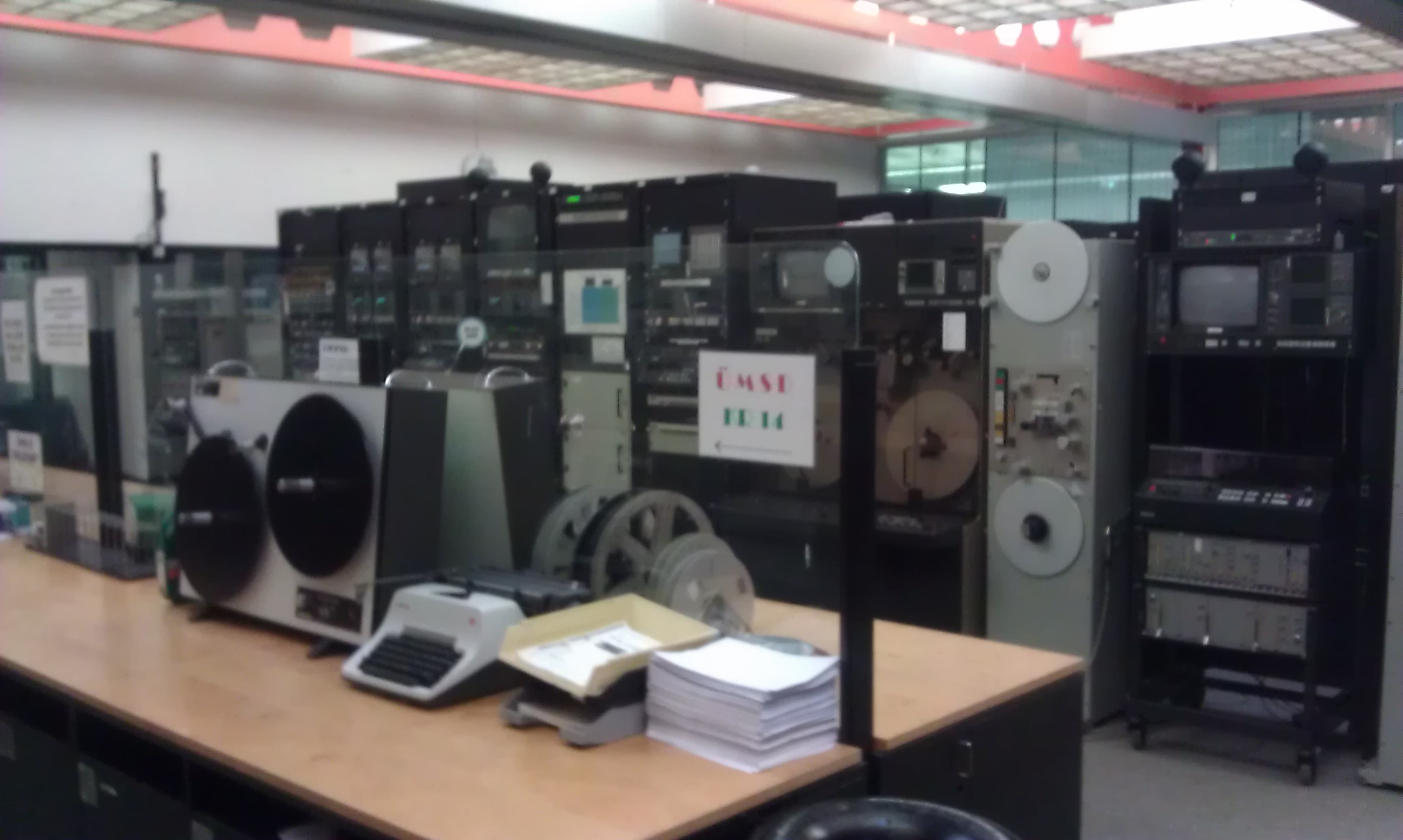
Bandgeräte im Zentralen Maschinenraum

Das Gebäude, das viele unverputzte und unverkleidete Fertigbauelemente aufweist und sich an Industrie- und Zweckbauten anlehnt, ist der Nachkriegsmoderne zuzuordnen. Es umfasst einen zentralen Gerätekomplex, einen siebengeschoßigen Haupttrakt für die Verwaltung, zwei große Produktionsstudios mit je 400 m², ein kleineres mit 64 m² sowie ein 1.500 m² großes Fernsehtheater (Studio Z1), das 500 Zusehern Platz bietet und gleichzeitig das größte Fernsehstudio Österreichs ist. In dem Gebäude arbeiten etwa 1300 Mitarbeiter täglich, wegen der Abgeschiedenheit vom Zentrum der Stadt befinden sich hier verschiedene Infrastruktur-Einrichtungen wie ein Supermarkt und eine Postfiliale sowie bis vor einigen Jahren eine Bankfiliale und ein Polizeiwachzimmer. 

## Aktuelle Diskussion
Das ORF-Zentrum wurde wirtschaftlich nach den Maßstäben der späten 1960er Jahre, vor dem ersten Ölpreisschock, geplant und ohne den Einsatz hochwertiger Materialien ausgeführt. Nach 35 Jahren intensiver Nutzung ist es an den Rand seiner Lebenszeit gekommen. Eine Renovierung würde bis zu 50 Millionen Euro kosten, was unter anderem mit dem noch immer in den Wänden vorhandenen Asbest zu tun hat. Auch scheint die Symbolik der „Medienburg“ die im Synonymgebrauch von „Küniglberg“ mit „ORF“ zum Ausdruck kommt, in der Medienlandschaft zu Beginn des 21. Jahrhunderts überholt. Zur Zeit seiner Errichtung waren in fast ganz Europa staatliche Rundfunkmonopole üblich, der Österreichische Rundfunk sah sich keiner Konkurrenz gegenüber.
Eine Absiedlung in zentrumsnähere Gebiete mit gutem Anschluss zum öffentlichen Verkehr wird 2012 im obersten ORF-Gremium („Stiftungsrat“) kontroversiell diskutiert. Die Unterschutzstellung durch das Bundesdenkmalamt steht einer „Radikallösung“ mit völliger Demolierung des Gebäudes und einer entsprechend ertragreichen Verwertung der hochwertigen Lage entgegen.
2014 wurde die Zusammenführung aller Wiener ORF-Standorte am Küniglberg nach Entwürfen des österreichischen Architektenbüro Riepl/Kaufmann/Bammer beschlossen, die Ende 2021 abgeschlossen sein soll.